# 서상환 (법조인)
서상환(徐相懽, 1887년 9월 24일 ~ 1968년 5월, 경남 통영)은 대한민국의 정치인이다. 제6대 대한민국 법무부 장관을 역임하였다. 양손자로 조카 서정학(장군), 서정신(법무차관)이 있었다.

## 이력
일본 니혼 대학을 졸업하고 검찰총장과 서울고등검찰청 검사장을 역임하였다.

## 학력
- 일본 니혼 대학교 법학과 학사
- 대한민국 국방대학교 행정학사 1기(1956년)